# Hans-Peter Wotzka
Hans-Peter Wotzka (* 1958) ist ein deutscher Archäologe.

## Leben
Von 1977 bis 1979 studierte er Vor- und Frühgeschichte, Keilschriftkunde und physische Anthropologie an der Universität Hamburg, 1980 Ur- und Frühgeschichte, Altorientalistik und physische Anthropologie an der Universität Tübingen und von 1980 bis 1981 Archaeological Method and Theory an der University of Southampton bei Colin Renfrew (Abschluss Master of Arts (Masterarbeit Schretzheim – some aspects of an early medieval cemetery and its community)). Seit 2012 lehrt er als apl. Professor an der Universität zu Köln.
Seine Forschungsschwerpunkte sind Archäologie im äquatorialen Regenwald Zentralafrikas, Ethnoarchäologie, archäologische Theorie and Methodik und Archäologie in Nord-Sudan, Tschad, Burkina Faso.

## Schriften (Auswahl)
- Studien zur Archäologie des zentralafrikanischen Regenwaldes. Die Keramik des inneren Zaïre-Beckens und ihre Stellung im Kontext der Bantu-Expansion. Köln 1995, ISBN 3-927688-07-X.
- (Hrsg.): Grundlegungen. Beiträge zur europäischen und afrikanischen Archäologie für Manfred K. H. Eggert. Tübingen 2006, ISBN 3-7720-8187-8.
- (Hrsg.): Proceedings of the Third International Conference on the Archaeology of the Fourth Nile Cataract. University of Cologne, 13 - 14 July 2006. Köln 2012, ISBN 978-3-927688-34-6.
- mit Michael Bollig und Michael Schnegg (Hrsg.): Pastoralism in Africa. Past, present and future. New York 2013, ISBN 978-0-85745-908-4.